# Uchida Kosuke
Kosuke Uchida (sinh ngày 11 tháng 10 năm 1987) là một cầu thủ bóng đá người Nhật Bản.

## Sự nghiệp câu lạc bộ
Kosuke Uchida đã từng chơi cho Oita Trinita.